# Agrotis asticta
Agrotis asticta är en fjärilsart som beskrevs av Edward Alfred Cockayne 1946. Agrotis asticta ingår i släktet Agrotis och familjen nattflyn. Inga underarter finns listade i Catalogue of Life.